# 1483

## Събития
- 9 август -Първата меса в Сикстинската капела

## Родени
- 6 април – Рафаело Санцио, италиански художник
- 11 октомври – Мартин Лутер, реформатор